# Фернис Крик (Калифорнија)
Фернис Крик (енгл.  — „Поток пећи”) насељено је место без административног статуса у америчкој савезној држави Калифорнија.

## Демографија
По попису из 2010. године број становника је 24, што је 7 (-22,6%) становника мање него 2000. године.
| Група             | 2000.     | 2010.     |
| Белци             | 6 (19,4%) | 6 (25,0%) |
| Афроамериканци    | 0 (0,0%)  | 0 (0,0%)  |
| Азијати           | 0 (0,0%)  | 0 (0,0%)  |
| Хиспаноамериканци | 0 (0,0%)  | 0 (0,0%)  |
| Укупно            | 31        | 24        |